# Trog
Trog (titlu original: Trog) este un film SF de groază britanic  din 1970 regizat de Freddie Francis. În rolurile principale joacă actorii Joan Crawford, Michael Gough și Bernard Kay. Este ultima apariție într-un film a actriței Crawford.

## Prezentare
Având loc în Anglia contemporană, filmul prezintă povestea Doctorului Brockton (Joan Crawford) care află că în peșterile de la țară trăiește un troglodit care ar putea fi ajutat și chiar domesticit. Ea duce creatura la suprafață și încearcă s-o antreneze, dar începe să aibă probleme după ce câțiva oameni se opun acestui lucru, mai ales Sam Murdock (Michael Gough), un om de afaceri din zonă căruia îi este teamă de eventualele consecințe negative comerciale. Murdock eliberează creatura, ceea ce duce la o agravare violentă a situației.

## Distribuție
- Joan Crawford ca  Dr. Brockton
- Michael Gough ca Sam Murdock
- Bernard Kay ca Inspector Greenham
- Kim Braden ca Anne Brockton
- David Griffin ca Malcolm Travers
- John Hamill - Cliff
- Thorley Walters ca Ministru
- Jack May ca Dr. Selbourne
- Geoffrey Case ca Bill
- Simon Lack - Colonel Vickers

## Vezi și
- Listă de filme științifico-fantastice din anii 1970
- Listă de filme de groază din 1970
- Listă de filme SF de groază
- Listă de filme britanice din 1970